# Seterlandet
Seterlandet est une localité du comté de Nordland, en Norvège.

## Géographie
Administrativement, Seterlandet fait partie de la kommune de Brønnøy.